# Eladio Sánchez
Eladio Sánchez Prado (Castro Urdiales, 12 juli 1984) is een Spaans wielrenner.

## Belangrijkste overwinningen
2002
- Spaans kampioen veldrijden, Junioren

2004
- Spaans kampioen Individuele tijdrit op de weg, Beloften
- 3e etappe Ronde van Salamanca

Andrle ·
Baranowski · 
Barredo · 
Beloki ·
Caruso · 
Contador ·
Davis ·
de Kort ·
Etxebarria ·
Gil ·
González de Galdeano ·
Heras ·
Hernández ·
Hruška ·
Jaksche ·
Kemps ·
Navarro ·
Nozal ·  
Paulinho ·
Ramírez ·
Redondo ·
Ribeiro (tot 30/04) ·
L. L. Sánchez ·
Santos ·
Scarponi ·
Serrano ·
Vicioso ·
Rojas (stagiair) ·
E. Sánchez (stagiair)
Abellán ·
Baranowski · 
Barredo · 
Bazajev ·
Beloki ·
Caruso · 
Contador ·
Davis ·
de Kort ·
Etxebarria ·
Jakovlev ·
Jaksche ·
Kasjetsjkin ·
Kemps ·
Navarro ·
Nozal ·  
A. Osa · 
U. Osa ·
Paulinho ·
Ramírez ·
Redondo ·  
Rojas ·
E. Sánchez ·
L. L. Sánchez ·
Santos ·
Scarponi ·
Serrano ·
Vicioso ·
Vinokoerov